# Laurent Delamontagne
Laurent Delamontagne, né le 9 octobre 1965 à Rennes, est un footballeur français. Il évolue au poste d'attaquant dans les années 1980 et 1990.

## Biographie
Laurent Delamontagne a joué 181 matchs en Division 1 et 240 matchs en Division 2.
Son frère Patrick Delamontagne fut également footballeur.

## Carrière
- 1983-1992 : Stade rennais
- 1992-1995 : Olympique lyonnais
- 1995-1996 : SCO Angers
- 1996-1999 : ASOA Valence
- 1999-2003 : UMS Montélimar[1]

## Palmarès
- Vice-Champion de France en 1995 avec l'Olympique lyonnais